# Radio Ascoli
Radio Ascoli è un'emittente radiofonica con sede ad Ascoli Piceno.
Trasmette principalmente nelle province di Ascoli Piceno, Teramo, Fermo e Macerata.

## Storia
Il 28 luglio 1976 la Corte Costituzionale con una sentenza decretò la legittimità delle trasmissioni radiofoniche private a diffusione nazionale. Sorsero così in Italia numerose realtà radiofoniche. Nello stesso anno, ad Ascoli Piceno, un gruppo ascolani diede vita a Radio Ascoli che si diffuse soprattutto nel territorio Piceno, fermano e nel nord del vicino Abruzzo.
Tra le radiotrasmissioni più seguite, c’era quella dedicata allo storico club calcistico dell’Ascoli Calcio 1898 e quelle estive della rievocazione storica della Quintana e della Coppa Paolino Teodori, la gara automobilistica che si svolge nel Piceno. Da ricordare inoltre la trasmissione notturna Noi, Voi e la notte, con personaggi e ospiti della cultura, dell’associazionismo e della politica locale.
Negli anni che seguirono il 2000 ci fu l’ingresso di Radio Ascoli nel circuito Radio InBlu.
Con l’avvento del digitale terrestre l’emittenza radiofonica ebbe la sua piattaforma web TV con un nuovo studio televisivo inaugurato nel 2018 alla presenza del Vescovo Giovanni D'Ercole.